# Araloyin Oshunremi
Araloyin Oshunremi (Hackney, Inglaterra, 8 de junio de 2004) es un actor británico-nigeriano, conocido por interpretar a Stefan Tovell en la serie Top Boy (2019-2023), y a Otis Smith en la miniserie Heartstopper (2022-2023), ambas producidas por Netflix.

## Biografía
Nació y creció en Hackney, Londres, Inglaterra de padres nigerianos yorubas. Tuvo su primera oportunidad para un papel en la actuación, cuando le entregaron un volante mientras estaba en una barbería, que era una audición abierta para Top Boy. Ha dicho que su madre es su mayor inspiración, así como el actor John Boyega después de verle en Attack the Block.

## Carrera
Inició su carrera interpretando a Stefan Tovell en Top Boy de 2019 a 2023, papel que llegó a sus manos luego de hacerse con un cartel que lo invitaba a audicionar para un papel en una serie de televisión. Durante las filmaciones de las siguientes temporadas, apareció en otra producción de Netflix, la serie de temática LGBT Heartstopper en el pequeño papel de Otis Smith. Grabó dos cortometrajes durante esos años, Falsehood (2022) y The Naughty List (2023).

## Filmografía

### Series
| Año       | Título       | Papel         | Notas |
| --------- | ------------ | ------------- | ----- |
| 2019-2023 | Top Boy      | Stefan Tovell |       |
| 2022-2023 | Heartstopper | Otis Smith    |       |

### Cortos
| Año  | Título           | Papel   | Notas |
| ---- | ---------------- | ------- | ----- |
| 2022 | Falsehood        | Richard |       |
| 2023 | The Naughty List | AA      |       |
| 2024 | Warhol           | Nile    |       |